# بيتا لاكتاماز

بنية أساسية من البنسلينات (أعلى) و السيفالوسبورين (أسفل). β-لاكتام حلقة باللون الأحمر.

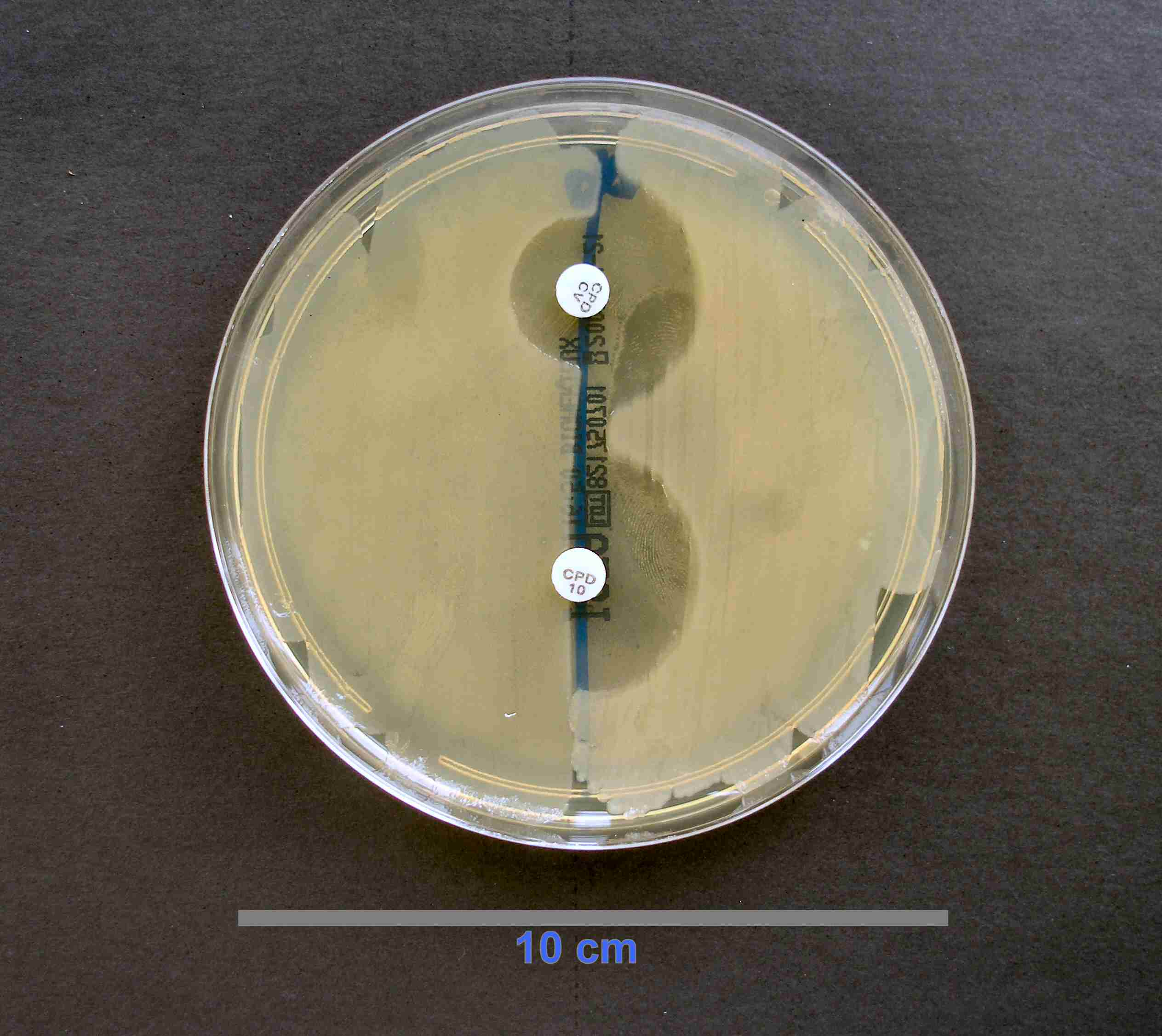
الإشريكية القولونية البكتيريا الموجودة على اليمين حساسة لاثنين من المضادات الحيوية للبيتا لاكتام، والتي لا تنمو في المناطق شبه الدائرية المحيطة بالمضادات الحيوية. E. البكتيريا القولونية على اليسار هي مقاومة للمضادات الحيوية بيتا لاكتام، وتنمو بجانب أحد المضادات الحيوية (أسفل) وأقل إعاقة من الجانب الآخر المضادات الحيوية (أعلى).

البيتا لاكتاماز أو بيتا لاكتاميز أو بنسلينيز هي انزيمات تنتج بواسطة بعض البكتيريا أو الجراثيم سلبيات غرام وإيجابيات غرام وهي المسؤولة عن المقاومة لصف واسع من المضادات الحيوية المتعلقة بالبيتا لاكتام، والتي منها البنسلين. وتوجد مجموعات وصنوف عديدة من هذه الأنزيمات التي تقاوم المضاد الحيوي.
على سبيل المثال: صفوف متعددة من أنزيمات «س. بيتا لاكتاماز» مسؤولة عن مقاومة السيفالوسبورين وبعض صفوف «آ. بيتا لاكتاماز» يعطي المقاومة «للأوكسيمينو سيفالوسبورينات» ، «سيفاميسينات» وكاربابينيمات.
حديثاً تم تحديد بنيتين مختلفين لأنزيم البيتا لاكتاماز.

## البنية
بنية ستربتوميسس وتعطى لاكتاماز β التي تعطى قالب:انك.

## بنسليناز
بنسليناز هو نوع معين من β لاكتاماز، والتي تبين خصوصية ثانية للبنسلين ، مرة أخرى عن طريق التحلل المائي في حلقة البيتا لاكتام . الأوزان الجزيئية لمختلف البنسليناتpenicillinases تميل إلى التجمع بالقرب من 50 كيلو دالتون.
البنسلين penicillin (أحيانا يختصر إلى PCN or pen) هي مجموعة من المضادات الحيوية المشتقة من فطريات البنسليوم Penicillium .
تاريخ اكتشاف البنسلين penicillin discovery history
اكتشاف البنسلين يرجع إلى العالم الاسكتلندى والحائز على جائزة نوبل الكسندر فليمنج عام 1928. ، وأظهر أنه إذا كانت Penicillium notatum تزرع في الطبقة التحتية الملائمة، فإنه تجلب مادة تمتلك صفات المضادات الحيوية، والذي أطلق عليه اسم البنسلين. هذه الملاحظة سار بدأ في العصر الحديث من اكتشاف المضادات الحيوية.
,
تطوير البنسلين لاستخدامه كدواء يرجع إلى الأسترالي الحائز على جائزة نوبل هاورد والتر فلوري جنبا إلى جنب مع الألماني ارنست الحائز على جائزة نوبل وأخاصية الكيمياء الحيوية الإنجليزية نورمان هيتلي.

## التصنيف

### التصنيف الوظيفي
تم اقتراح التصنيفات الوظيفية التالية لβ لاكتامازز:

## وصلات خارجية
- Online ESBL genotyping tool (EGT)
- Online Amino Acid Sequences for ESBL enzymes
- beta-Lactamases في المكتبة الوطنية الأمريكية للطب نظام فهرسة المواضيع الطبية (MeSH).